# Terrell (nome)
Terrell  è un nome proprio di persona inglese maschile.

## Varianti
- Maschili: Terell[1]

## Origine e diffusione
Riprende il cognome inglese Terrell; probabilmente, in origine era un soprannome normanno riferito ad una persona testarda (da tirel, "tirare", "strattonare").
Il suo uso può essere dovuto, in alcuni casi, all'ammirazione verso Mary Church Terrell, un'attivista che lottò per i diritti delle donne e che fu una delle prime donne afroamericane a laurearsi.

## Onomastico
Il nome è adespota, cioè non è portato da alcun santo, quindi l'onomastico ricade il 1º novembre, in occasione di Ognissanti.

## Persone

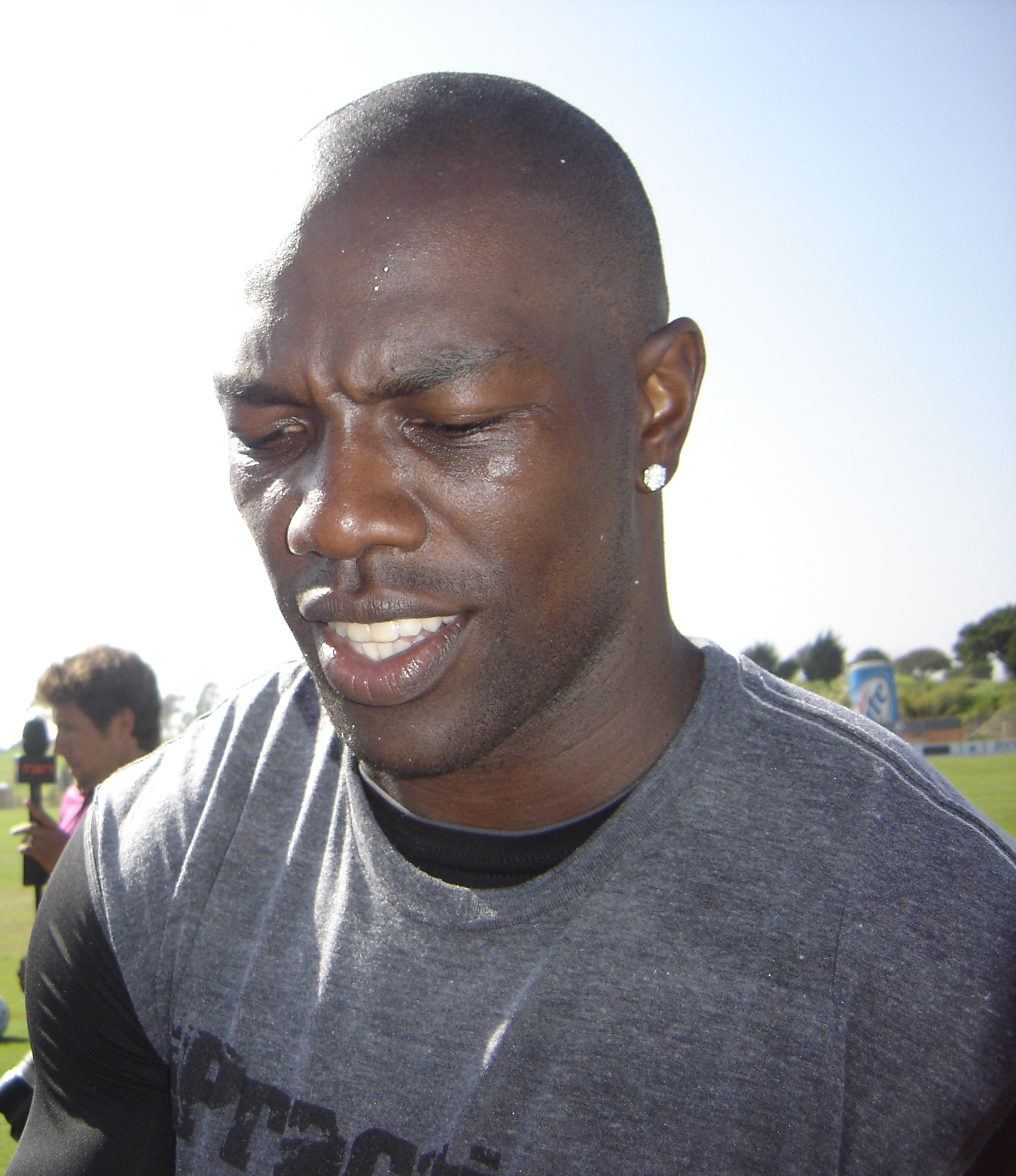
Terrell Owens

- Terrell Brandon, cestista statunitense
- Terrell Davis, giocatore di football americano statunitense
- Terrell McClain, giocatore di football americano statunitense
- Terrell McIntyre, cestista statunitense
- Terrell Owens, giocatore di football americano statunitense
- Terrell Stoglin, cestista statunitense
- Terrell Stone, liutista statunitense
- Terrell Suggs, giocatore di football americano statunitense
- Terrell Thomas, giocatore di football americano statunitense
- Terrell Williams, allenatore di football americano statunitense

### Variante Terell
- Terell Ondaan, calciatore olandese